# Bierge
Bierge (Biarche o Bierxe en aragonés) es un municipio y localidad española de la provincia de Huesca, en la comunidad autónoma de Aragón. Perteneciente a la comarca del Somontano de Barbastro, cuenta con una población de 243 habitantes (INE 2024). Parte del término municipal se encuentra dentro del parque natural de la Sierra y los Cañones de Guara.

## Geografía
El municipio de Bierge se encuentra en el noroeste de la comarca del Somontano de Barbastro y cuenta con una población total de 254 habitantes y una superficie de 145,03 km². La localidad de Bierge se encuentra a 602 m sobre el nivel del mar cerca del río Alcanadre, a una distancia de 41 km de Huesca y con una población de 136 habitantes.
Está situado al este de la sierra de Guara, que la atraviesa por la sierra Balces. Es el municipio más occidental de la comarca, limitando por el oeste con la Hoya de Huesca, por el norte con el Alto Gállego y por el este con Sobrarbe. Parte de su término municipal está ocupado por el parque natural de la Sierra y los Cañones de Guara. Bierge alberga un centro de interpretación de dicho espacio natural, además de un observatorio de aves. 

### Localidades incluidas
- Bierge
- Cheto
- Las Almunias de Rodellar
- Letosa
- Morrano
- Nasarre
- Otín
- Pardina de Ballabriga
- Pardina de Villanúa
- Pedruel
- Rodellar
- San Hipólito
- San Román
- San Saturnino
- Yaso

### Municipios limítrofes
| Noroeste: Nueno y Sabiñánigo | Norte: Sabiñanigo y Boltaña | Noreste: Aínsa  |
| Oeste: Casbas de Huesca      |                             | Este: Adahuesca |
| Suroeste: Casbas de Huesca   | Sur: Abiego                 | Sureste: Abiego |

## Historia
El conjunto urbano, en origen, se asentó sobre una colina conocida como monte Cascallo. El 19 de agosto de 1295 el rey Jaime II de Aragón eximió al monasterio de Casbas del impuesto de monedaje, entre otros, extendiendo el privilegio a sus lugares, entre los que se encontraba Bierge. Hasta 1610, por lo menos, era de las monjas de Casbas. Con el tiempo, el caserío fue extendiéndose por la falda y el llano.
El siglo XVIII legó multitud de escudos heráldicos sobre las portadas de las casas que pertenecieron a la nobleza. En 1965 absorbió el municipio de Rodellar y en 1972 el de Morrano.

## Administración y política
| Período   | Alcalde                       | Partido |  |
| --------- | ----------------------------- | ------- |  |
| 1979-1983 | Joaquín Gracia Lasierra       | UCD     |  |
| 1983-1987 |                               | PSOE    |  |
| 1987-1991 | Valentín Javierre Bentué      | PSOE    |  |
| 1991-1995 | Antonio Pedro Ferrer Correas  | PP      |  |
| 1995-1999 | José Antonio Larrosa Ballarín | PP      |  |
| 1999-2003 | Francisco Viván Salamero      | PSOE    |  |
| 2003-2007 | Sergio Ferrer Correas         | PSOE    |  |
| 2007-2011 | Sergio Ferrer Correas         | PSOE    |  |
| 2011-2015 | Raúl Rufas Fanlo              | PP      |  |
| 2015-2019 | Fernando Campo Puimedón       | PP      |  |
| 2019-2023 | César Sánchez Lafarga         | PSOE    |  |
| 2023-2027 | César Sánchez Lafarga         | PSOE    |  |

| Partido político    | Partido político                                   | 2003   | 2007   | 2011   | 2015   | 2019   | 2023   |
| Partido político    | Partido político                                   | Ediles | Ediles | Ediles | Ediles | Ediles | Ediles |
|                     | Partido Popular de Aragón (PP)                     | 1      | —      | 3      | 3      | 1      | 2      |
|                     | Partido de los Socialistas de Aragón (PSOE-Aragón) | 3      | 4      | 4      | 2      | 3      | 5      |
|                     | Partido Aragonés (PAR)                             | 1      | —      | —      | —      | —      | —      |
|                     | Chunta Aragonesista (CHA)                          | —      | 1      | —      | —      | 1      | —      |
| Total de concejales | Total de concejales                                | 5      | 5      | 7      | 5      | 5      | 7      |

## Demografía
Bierge cuenta con una población de 243 habitantes (INE 2024).
| Gráfica de evolución demográfica de Bierge entre 1842 y 2021 |
| |
| Población de derecho según los censos de población del INE Población de hecho según los censos de población del INEEntre el censo de 1970 y el anterior, crece el término del municipio porque incorpora a Rodellar Entre el censo de 1981 y el anterior, crece el término del municipio porque incorpora a Morrano |

### Localidad
Datos demográficos de la localidad de Bierge desde 1900:
| 594                   | 631 | 661 | 656 | 621 | 475 | 403 | 268 | 187 | 138 | 125 | 135 | 144 |
| (Fuente: IAEST e INE) |     |     |     |     |     |     |     |     |     |     |     |     |

- Datos referidos a la población de derecho.

### Municipio
El municipio, que tiene una superficie de 145,03 km², cuenta según el padrón municipal de 2022 del INE con 251 habitantes y una densidad de 1,67 hab./km².
Se observa, desde 1940, una gran pérdida de población que se empieza a estabilizar a comienzos del siglo XXI, llegando a sumar habitantes, pero tan siquiera llega a recuperar la mitad de la población que había a principios del siglo XX. Entre 1960 y 1980 se añaden los antiguos municipios de Rodellar y Morrano, con todas sus entidades.

## Monumentos

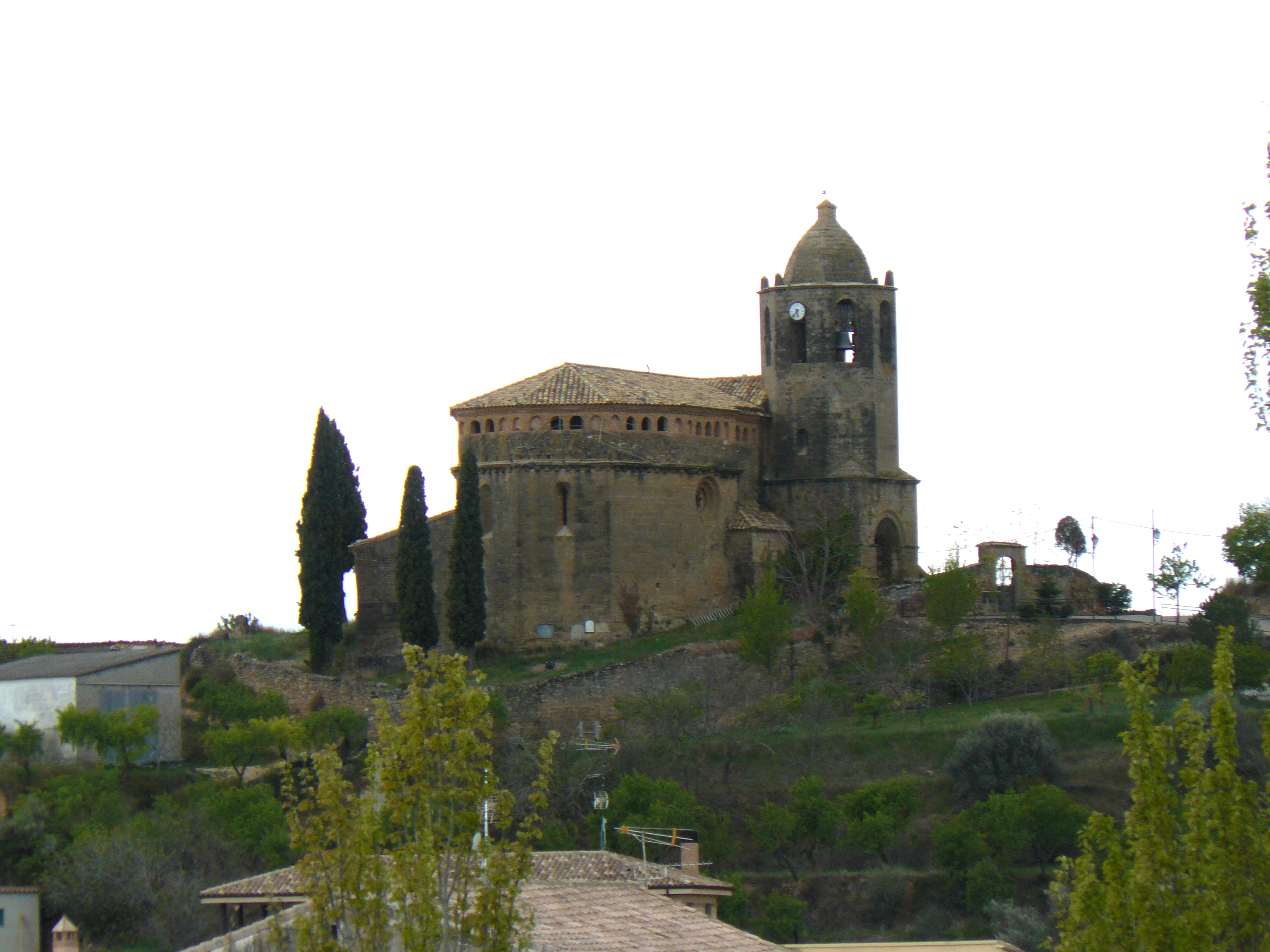
Iglesia de Bierge, en lo alto de la población.

- Iglesia parroquial dedicada a Santiago apóstol (gótico aragonés).
- Ermita de San Fructuoso[15] (siglo XIII): alberga pintura mural al temple de transición románico-gótica de la segunda mitad del siglo XIII pero solo queda una parte de las pinturas que allí había, las demás se encuentran, entre otros lugares, en el Museo de Arte de Cataluña.
- Ermita de San Pedro de Verona (1698).
- Ermita de San Lorenzo.

## Deportes
En lo referente a la práctica del senderismo, por el municipio pasan los senderos de gran recorrido GR-1 (Sendero Histórico) y GR-45 (Senderos del Somontano). En Bierge se encuentra la Vía Ferrata de Peñas Juntas, además de numerosos cañones y formaciones rocosas para la práctica del barranquismo y la escalada.

## Fiestas
- Día 29 de abril en honor de san Pedro de Verona (patronales)
- Día 10 de agosto en honor de san Lorenzo
- Día 15 de agosto Mercado Medieval
- Día 19 de enero Matacía